# Barbova palača, Ljubljana
Barbova palača se nahaja v Gosposki ulici 3 v Ljubljani.

## Opis
Palačo je za grofa Jošta Vajkarda Barbo Waxensteina v letih 1755 do 1756 zgradil arhitekt Matija Perski. Stavba je zgrajena po zgledu dunajskih palač.
Stavba je bila postavljena na novo. Fasada je poudarjena s pilastri, razkošnimi kapiteli in z okrasjem oken v treh oseh srednjega rizalita. Atika z nizkimi okni je oblikovana po zgledu dunajskega baroka. Notranjost ima razkošno triramno stopnišče s polkrožnima ramama. Skozi, v prvo nadstropje segajoči kamniti portal, so vozile kočije do stopnišča in naprej na dvorišče s hlevi. V ohranjeni niši na nasprotni strani dvorišča je nekdaj stala plastika in poudarjala glavno os.